# إسماعيل أباد (دهسرد)
إسماعيل أباد (بالفارسية: اسماعیل‌آباد) هي قرية تقع في إيران في قسم دهسرد الريفي.